# Const

在C语言、C++、D語言、JavaScript和Julia等编程语言中，const是一个类型限定符：它是一个应用于数据类型的关键字，表示该数据是只读和恆定不變。Const可以用来声明常量，但C语言家族中的const与其他语言有所不同，const在C语言家族是屬於数据类型的一部分。